# Насрулаев, Насрула Асадулаевич
Насрула Асадулаевич Насрулаев (17 февраля 1948 или 9 августа 1946, Бамматюрт, Дагестанская АССР, СССР) — советский борец вольного стиля.
Чемпион мира 1974 года, чемпион Европы 1973 года, серебряный призёр чемпионата мира 1973 года, обладатель Кубка мира 1975 года, чемпион СССР 1970-74 годы, обладатель Кубка СССР 1971 года, чемпион Спартакиады РСФСР 1971 года, чемпион РСФСР 1970—1973 годов, многократный призёр международных турниров. Выступал в категории до 68 кг. Заслуженный мастер спорта СССР (1974). В 1972 году был в планах сборной СССР на Олимпийских играх 1972 года в Мюнхене, однако на последних сборах перед Олимпиадой Насрула Насрулаев травмировался и на игры отправился Руслан Ашуралиев. С 2001 года работал председателем совета оборонной спортивно-технической организации Дагестана при министерстве по физической культуре и спорту.

## Личная жизнь
По национальности — кумык. Старший брат Аминулы Насрулаева. Окончил Дагестанский педагогический институт.